# Earl grey

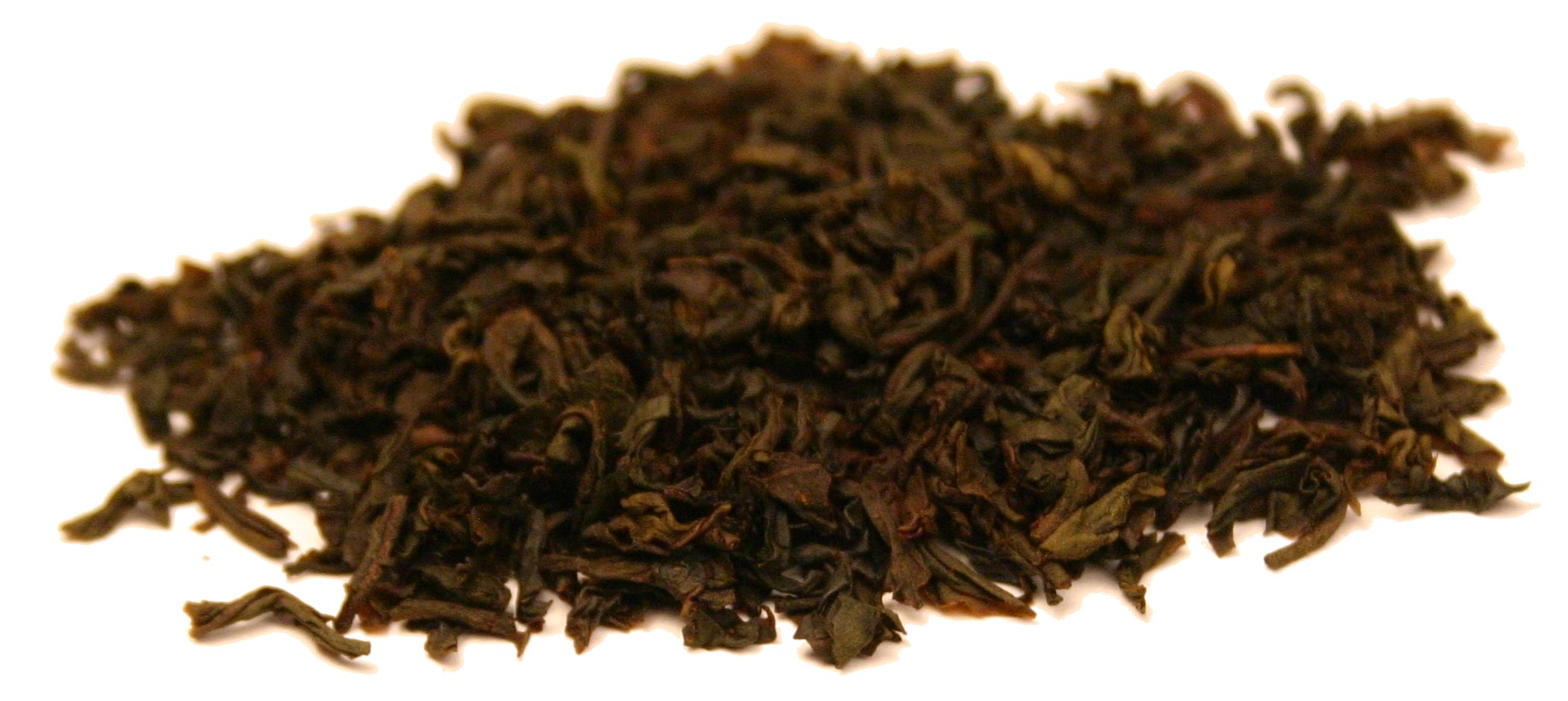
Earl grey uit Sri Lanka

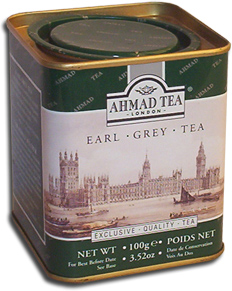
Blik earl grey

Earl grey is een benaming voor een melange van zwarte thee, op smaak gebracht met bergamotolie, die gewonnen wordt uit de vruchtschil van de bergamot (Citrus bergamia), een citrusplant.
De thee is genoemd naar graaf (earl) Charles Grey (1764–1845), een Brits staatsman en premier. Het verhaal gaat dat de thee hem als cadeau werd aangeboden toen tijdens een handelsmissie naar Azië een van zijn medewerkers de zoon van een mandarijn van de verdrinkingsdood zou hebben gered. Uit dankbaarheid zou de vader van de jongen aan Charles Grey het recept hebben gegeven. Dit verhaal is echter onjuist: Charles Grey is nooit in China geweest. Het gebruik van bergamotolie als ingrediënt van thee was bovendien destijds onbekend in China.
In de loop der jaren heeft earlgreythee verschillende samenstellingen gekend. De thee die Charles Grey cadeau zou hebben gekregen, zou een mengsel zijn geweest van zwarte thee uit India en thee uit Sri Lanka (ceylonthee).

## Trivia
- Earlgreythee is de favoriete drank van Jean-Luc Picard ("Tea, Earl Grey, hot!") uit de serie Star Trek: The Next Generation.
- Een drankje bestaande uit earl grey, gestoomde melk en vanillesiroop staat ook wel bekend onder de naam London Fog. Het werd gedronken aan het eind van de 18e eeuw.